# 하천

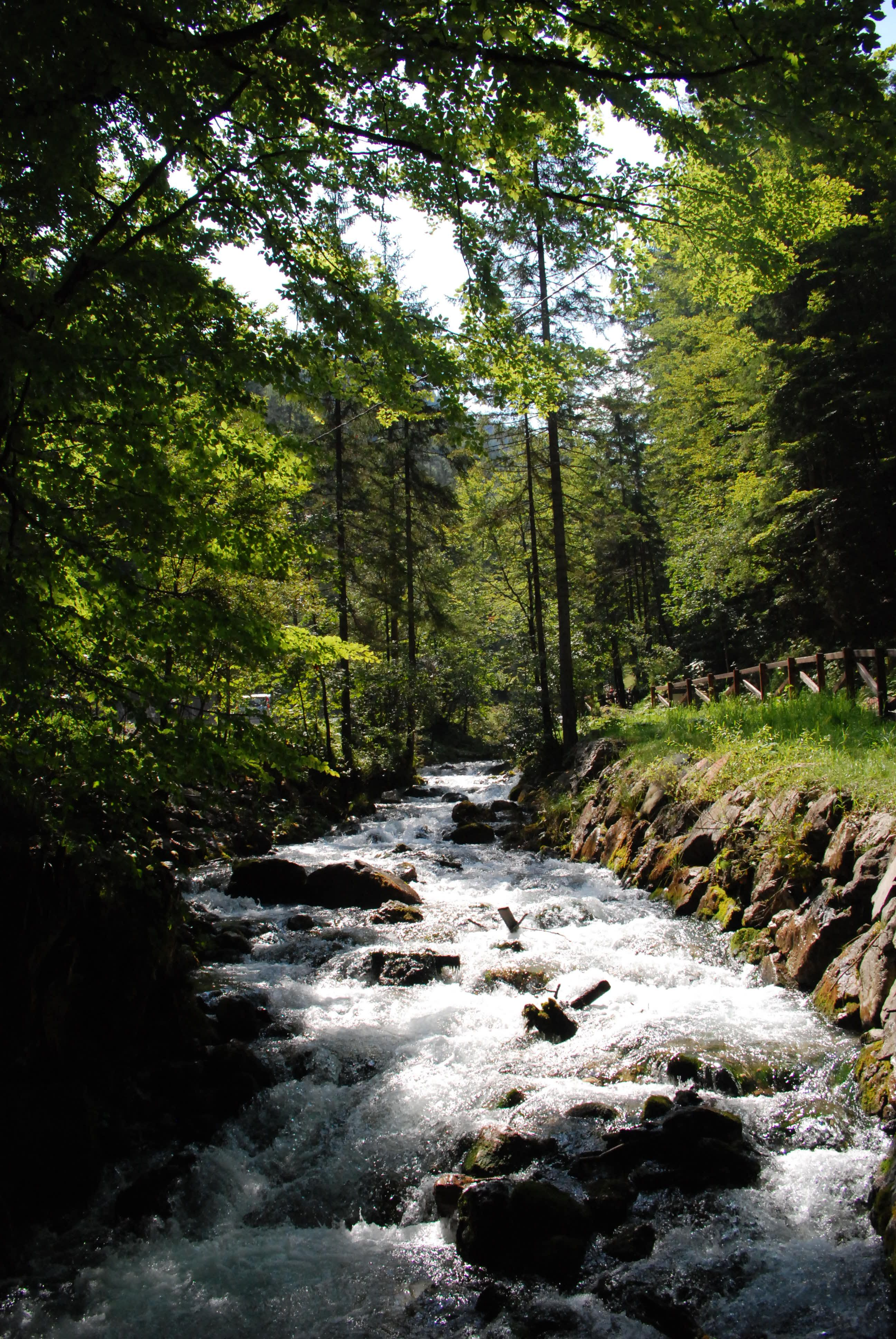
이탈리아의 바위하천

하천(河川, stream)은 수로의 바닥과 제방 내에서 흐르는 연속적인 지표수이다. 위치나 특성에 따라 하천은 다양한 지역적 이름으로 불릴 수 있다. 길고 큰 하천은 일반적으로 강이라고 하며, 더 작고 부피가 적으며 간헐적인 하천은 개울, 시냇물 또는 시내로 알려져 있다.
하천의 흐름은 표면 유출수(강수 또는 녹은 물), 복류수, 표면 지하수(샘물)의 세 가지 입력에 의해 제어된다. 표면 유출수와 복류수는 강우 기간에 따라 매우 다양하다. 반면에 지하수는 상대적으로 일정한 유입량을 가지며 장기간의 강수 패턴에 의해 더 많이 통제된다. 하천은 지질학적, 지형학적, 수문학적, 생물적 통제에 반응하는 지표수, 지하수 흐름을 포함한다.
하천은 물 순환의 도관, 지하수 재충전을 위한 도구, 어류와 야생동물 이동을 위한 통로로서 중요하다. 하천 바로 근처의 생물학적 서식지를 강기슭 구역이라고 한다. 현재 진행 중인 홀로세(Holocene) 멸종 상황을 고려할 때 하천은 단편화된 서식지를 연결하여 생물 다양성을 보존하는 데 중요한 통로 역할을 한다. 일반적으로 하천과 수로에 대한 연구는 표면 수문학으로 알려져 있으며 환경 지리학의 핵심 요소이다.

## 같이 보기
- 용수로